# 粗毛藤属
粗毛藤属（学名：Cnesmone）是大戟科下的一个属，为攀援状、被毛灌木植物。该属共有10种，分布于马来西亚至中国。